# فرانسوا ام‌پله
فرانسوا ام‌پله (به انگلیسی: François M'Pelé؛ زادهٔ ۱۳ ژوئیهٔ ۱۹۴۷) بازیکن فوتبال سابق اهل کنگو است که در پست مهاجم بازی می‌کرد. در سال ۲۰۰۶، او توسط کنفدراسیون فوتبال آفریقا به‌عنوان یکی از ۲۰۰ بازیکن برتر فوتبال آفریقا در ۵۰ سال گذشته انتخاب شد.

## عملکرد باشگاهی
ام‌پله در لیگ ۱ فرانسه در تیم‌های پاری سن-ژرمن، لانس و رن به صورت حرفه‌ای بازی کرد. او از سال ۱۹۷۳ تا ۱۹۷۹ برای پاری سن-ژرمن بازی کرد و تا سال ۲۰۱۴، با ۹۵ گل در تمام رقابت‌ها، هشتمین گلزن برتر این باشگاه بود. ام‌پله همچنین با ۲۸ گل، بهترین گلزن تاریخ پاری سن-ژرمن در جام حذفی فرانسه بود، تا اینکه کیلیان امباپه در ژانویهٔ ۲۰۲۴ از او پیشی گرفت.

## افتخارات

### ملی

#### کنگو
- جام ملت‌های آفریقا (۱): ۱۹۷۲[۶]